# Planalto Alegre
Planalto Alegre este un oraș în Santa Catarina (SC), Brazilia.